# Ukrotitelnitsa tigrov
Ukrotitelnitsa tigrov (russisk: Укротительница тигров, da.: Tigertæmmeren) er en sovjetisk komediefilm indspillet og produceret af Lenfilm i 1954 med premiere i USSR i 1955. Filmen er instueret af Nadesjda Kosjeverova og Aleksandr Ivanovskij.  Filmen havde premiere i USSR den 11. marts 1955. Filmens tema er romantiske intriger og længsler i og blandt en lille russisk cirkusfamilie

## Medvirkende
- Ljudmila Kasatkina — Jelena Vorontsova
- Pavel Kadotjnikov — Fjodor Nikolajevitj Jermolajev
- Leonid Bykov — Petja Mokin
- Pavel Sukhanov — Nikita Antonovitj
- Konstantin Sorokin — Ilitj